# Seznam kuronských a zemgalských vévodů

Znak Kuronsko-zemgalského vévodství

Toto je seznam vévodů Kuronsko-Zemgalska, historického vévodství v Pobaltí.

## Kettlerové
1561–1587 Gothard
1587–1595 Bedřich
Rozdělení
1595–1616 a 1617–1618 Bedřich I. (v Zemgalsku)
1595–1616 Vilém (v Kuronsku)
Znovusjednocení
1618–1642 Bedřich I.
1642–1681 Jakub (od roku 1638 jako spoluvládce)
1681–1698 Bedřich Kazimír
1698–1711 Bedřich Vilém
1711–1730 Anna Ivanovna (regentka)
1726–1729 Heřman Mořic (jen zvolen, vlády se neujal)
1730–1737 Ferdinand

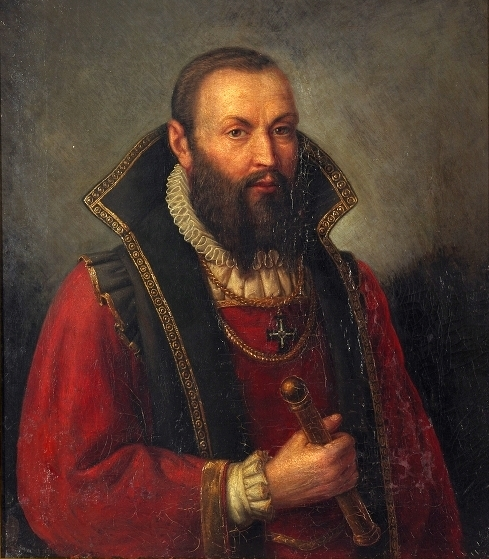
Gotthard Kettler (1517–1587), od roku 1561 první vévoda
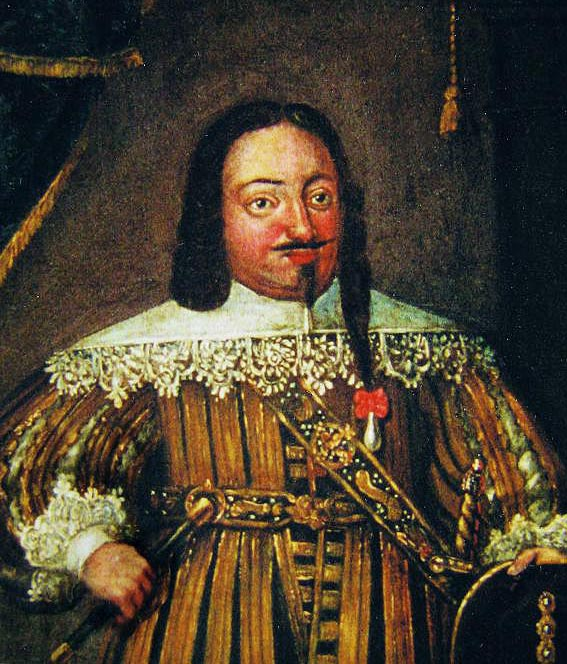
Bedřich Kettler (1569–1642)
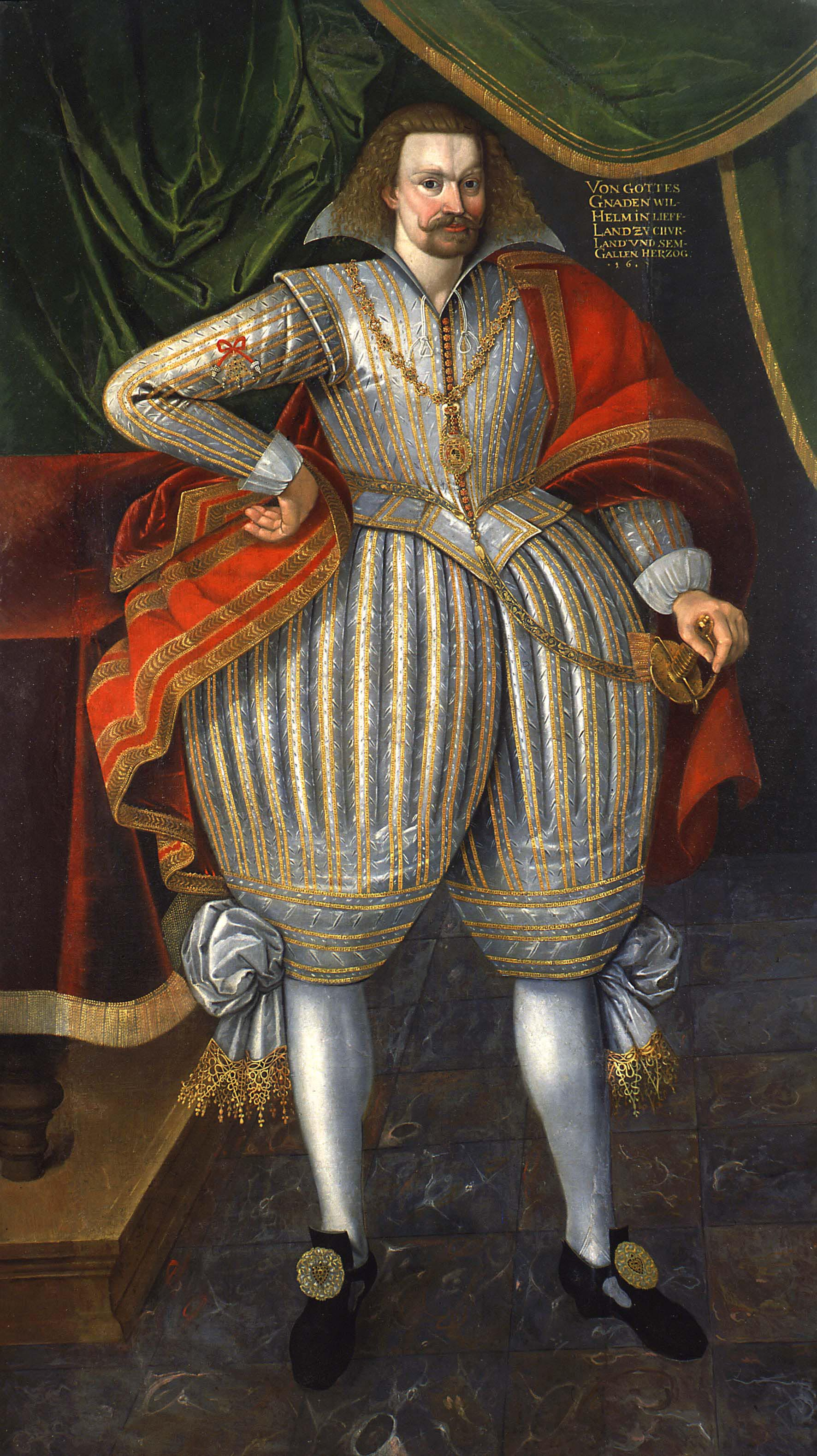
Vilém Kettler (1574–1640)
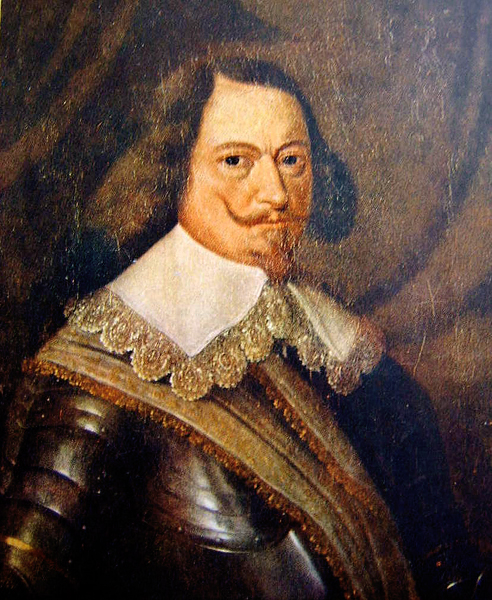
Jakub Kettler (1610–1682)
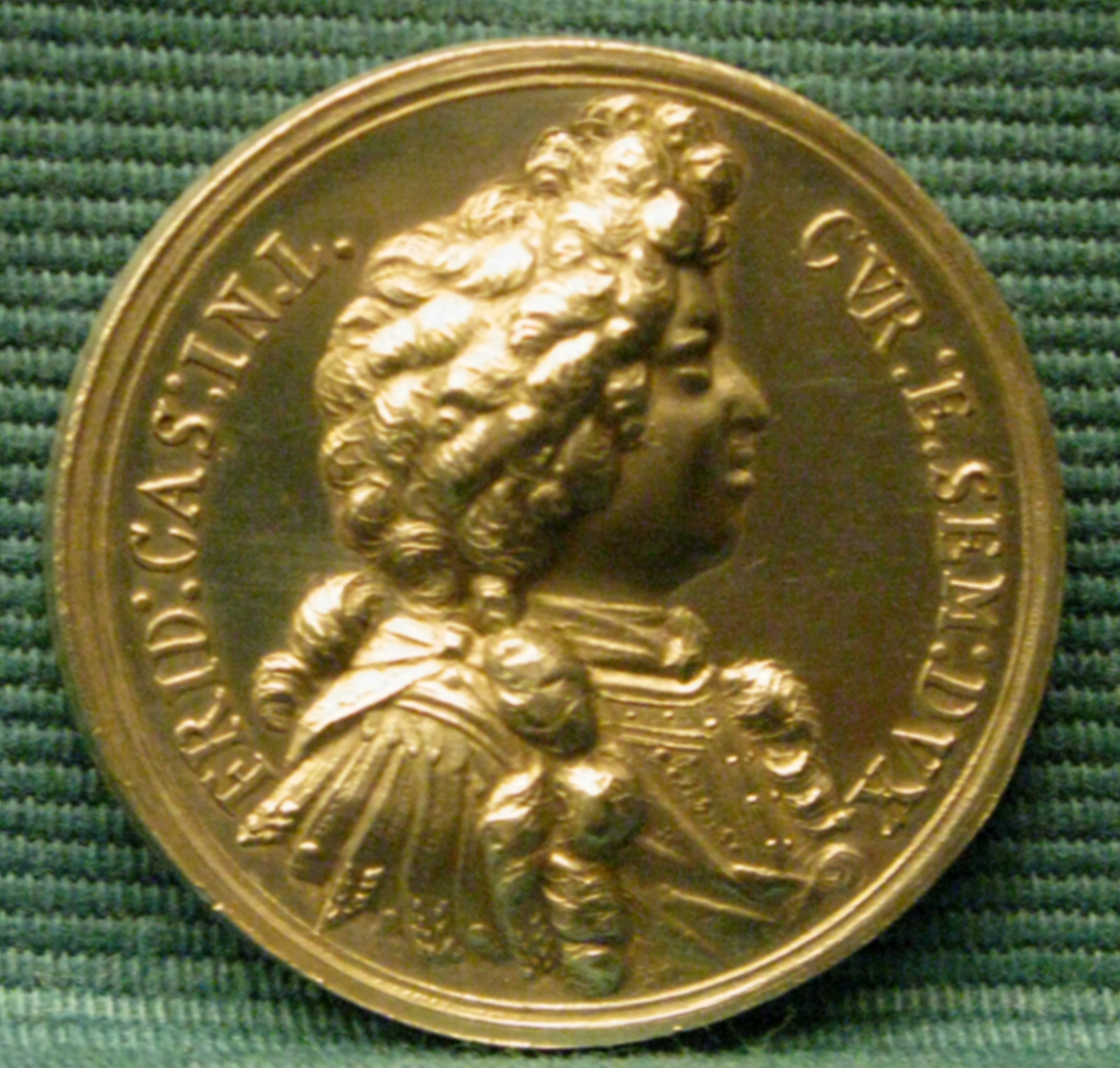
Bedřich Kazimír Kettler (1650–1698)
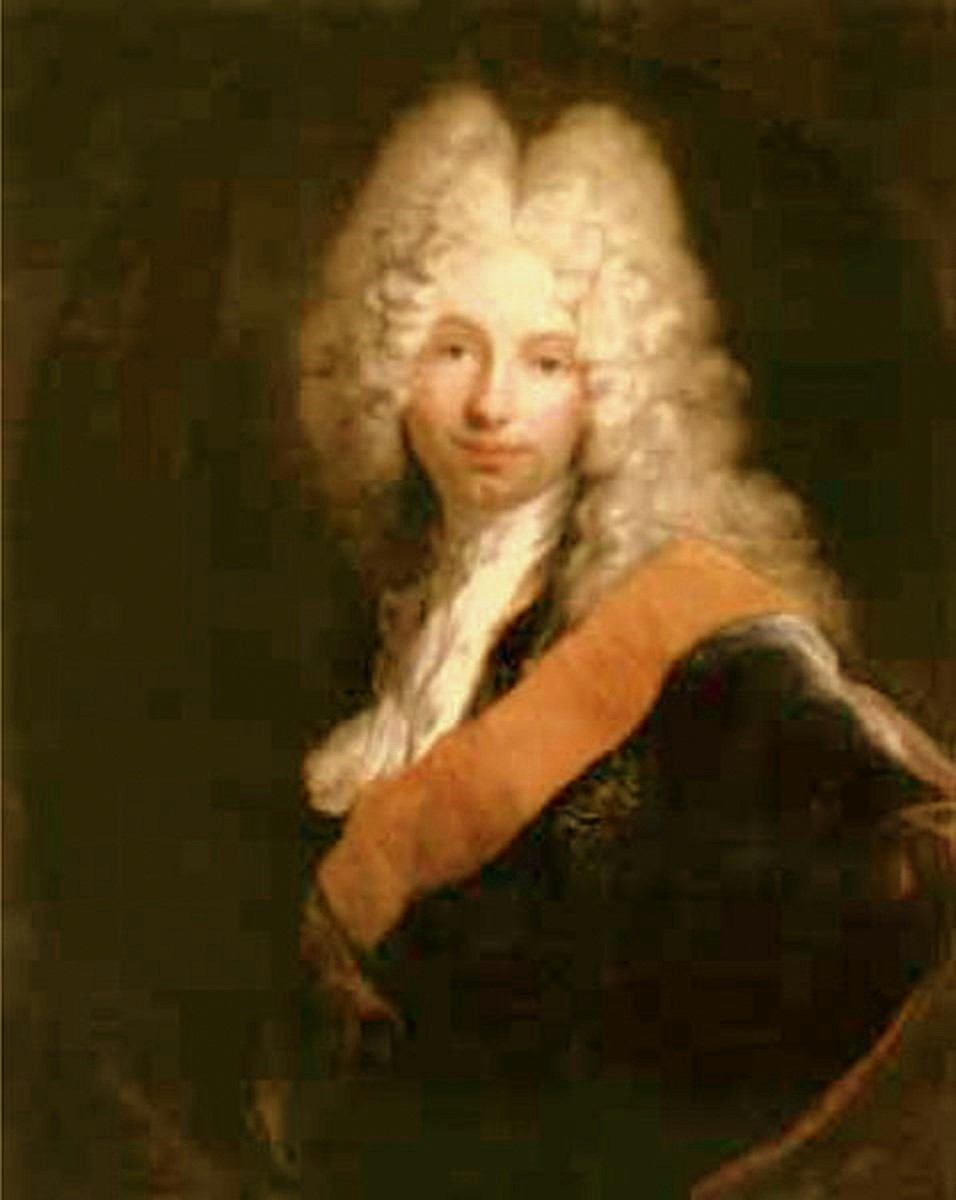
Bedřich Vilém Kettler (1692–1711)
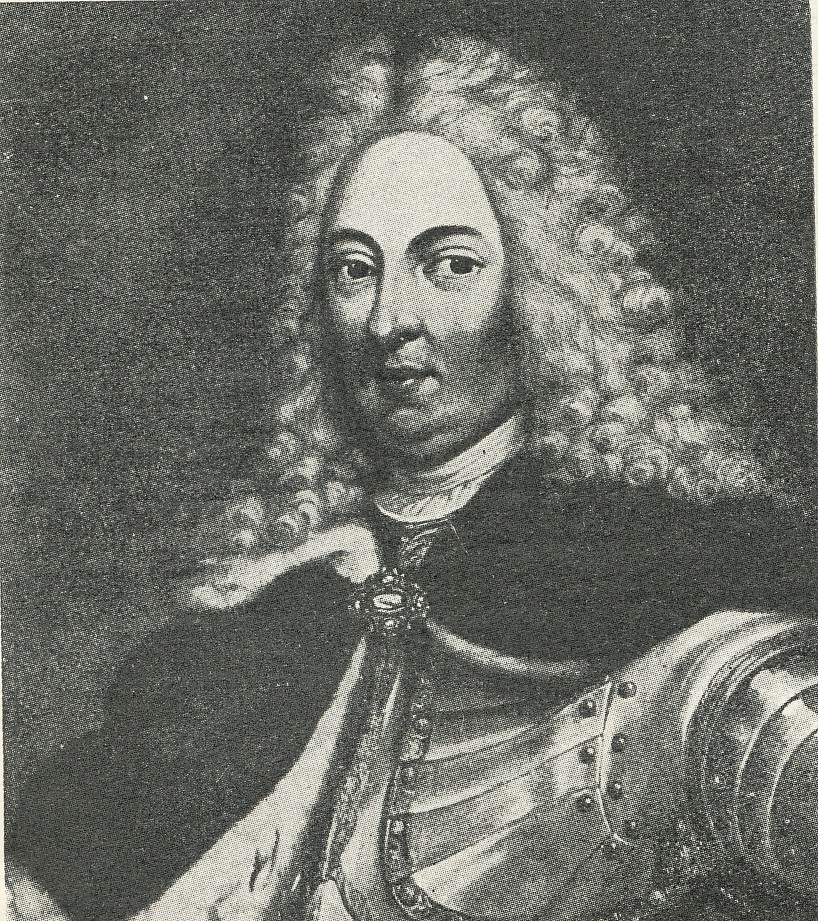
Ferdinand Kettler (1655–1737)

## Kuronští BironovéaWettinové
1737–1758 Arnošt Jan Biron
1758–1763 Intermezzo: Karel Kristián Saský (Wettinové)
1763–1769 Arnošt Jan (znovu)
1769–1795 Petr Biron

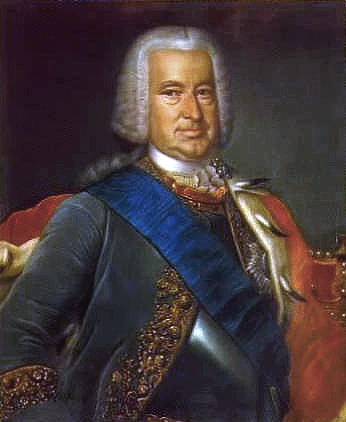
Arnošt Jan Biron (1690–1772)
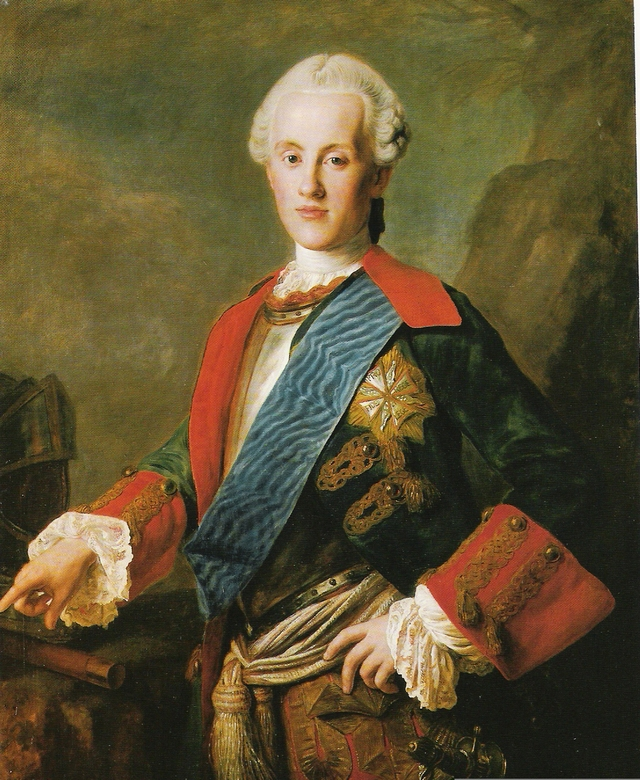
Karel Kristián Saský (1733–1796)
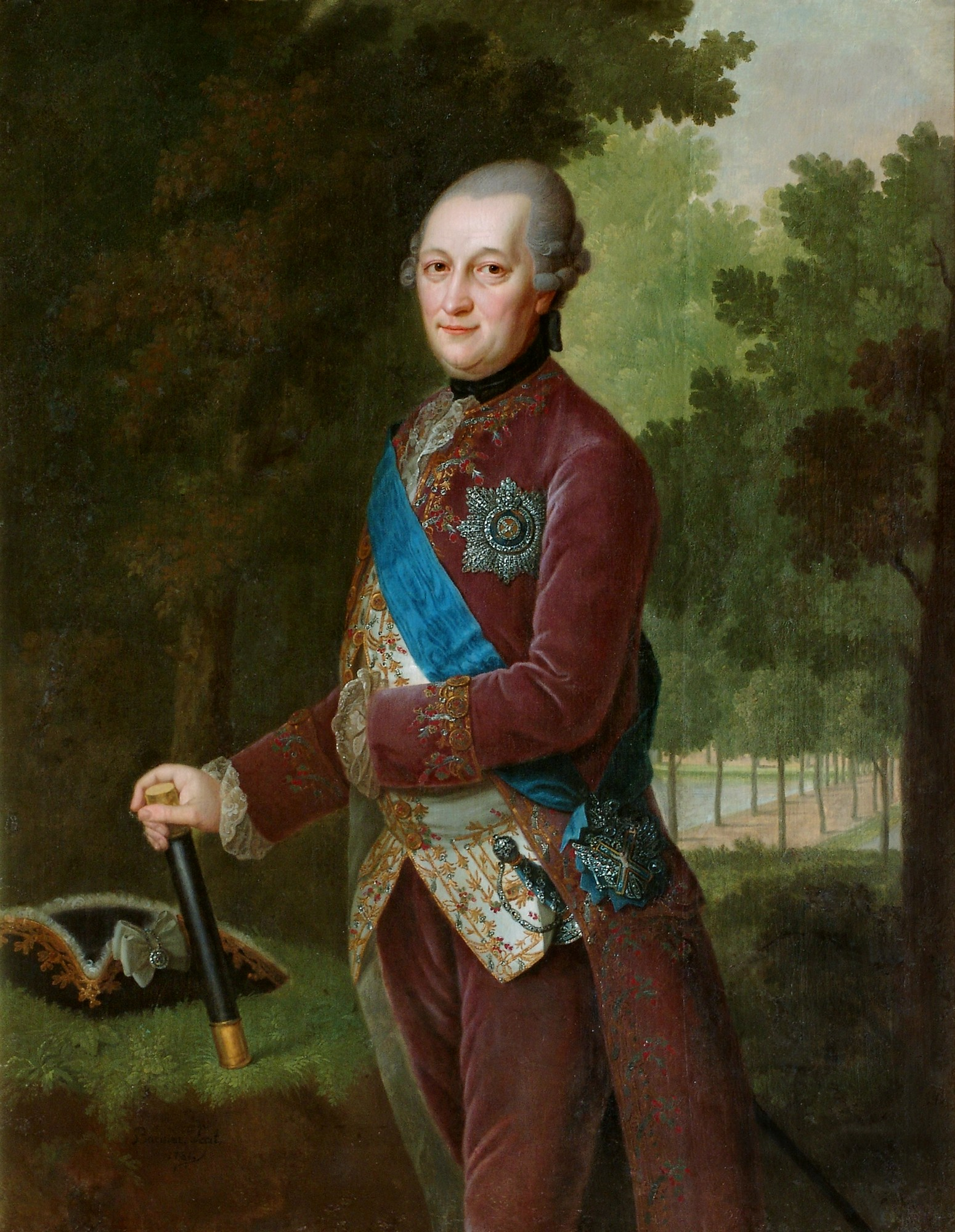
Petr Biron (1724–1800)